# Кальваин
Кальваин, также упоминаемый как Кальваинь, Кальваиу или Гальбан (исп. Calvaín, Calvaiñ, Calvaiú, Galbán; ок. 1822 — 23 января 1858) — верховный токи (касик) конфедерации Ранкелес (1844—1858).

## Биография
Родился около 1822 года в Леувуко, будущая провинция Ла-Пампа, Аргентина. Старший сын и преемник Пайна Гуора (ок. 1780—1844), верховного касика конфедерации Ранкелес (1836—1844).
Кальваин сопровождал своего отца в походах против провинций Буэнос-Айрес, Санта-Фе, Кордова и Сан-Луис. После смерти отца он организовал и провел его похороны, в ходе которых были убиты десятки женщин его племени и животных.
В течение следующих месяцев, пока Кальваин вел переговоры о сохранении мира с провинциальными правительствами, унитарианский полковник Мануэль Баигоррия, сотрудничивший с индейцами, совершал один набег за другим на провинции с переменным успехом. Когда племя под руководством вождя Пичуна, сына легендарного вождя Янкетруса и обосновавшееся в Тоае (недалеко от современной Санта-Росы), присоединилось к нему, оно добилось хороших результатов. Итак, переговоры не продвинулись, поскольку Ранкелес в свою очередь отказался выдать Баигоррию. В это время появился другой вождь, поклонник унитарианского офицера, настолько, что его прозвали Байгоррита, и он также совершал набеги на белое население.
Лишь в 1846 году Кальваин решил положить конец неповиновению: когда вождь Кечусдео разграбил Ачирас (провинция Кордова), чтобы угнать скот для продажи в Чили, он приказал арестовать его и вернуть скот. В ответ губернатор Буэнос-Айреса Хуан Мануэль де Росас помиловал изгнанников-унитарианцев. Фелипе, Франсиско и Хуан Саа вернулись в свою провинцию Сан-Луис, а Баигоррия остался почти один в палатках. Вскоре после этого мирные переговоры возобновились в Асуле (Буэнос-Айрес), но Хуан Мануэль де Росас потребовал сдачи Баигоррии, и переговоры зашли в тупик. Различные группы Ранкелеса продолжали атаковать провинции Буэнос-Айрес и Сан-Луис.
Кальваин отказался поддержать Хуана Мануэля де Росаса перед лицом Декларации Уркисы 1851 года, а когда в следующем году Хуан Мануэль де Росас потерпел поражение при Касеросе, он присоединился к правительству провинции Буэнос-Айрес, выступавшему против Аргентинской Конфедерации. Мануэль Байгоррия был назначен командующим южной границей провинций Кордова и Сан-Луис, а Кальваин оставался в мире там и в Буэнос-Айресе. В 1855 году военный министр Буэнос-Айреса снова начал пограничную войну, наступив на юге провинции, но был застигнут врасплох и по счастливой случайности сумел бежать со своими людьми. Затем он предпринял еще два наступления, одно из них против племени Ранкелес, но они укрылись в самой засушливой части пустыни и контратаковали, разграбив Рохас и Пергамино.
Полковник Эмилио Митре возглавил новую кампанию против конфедерации Ранкелеса, во время которой он потерял своих лошадей, умерших от жажды. Поддавшись этой неудаче, он закопал свои артиллерийские орудия в дюне вместе с боеприпасами и порохом. Войска Кальваина преследовали его по пятам и считали, что он мог спрятать в дюне что-то ценное, поэтому они начали раскопки под руководством вождя. 23 января 1858 года взрыв бочки с порохом привел к гибели нескольких коренных жителей, включая вождя Кальваина.
Его преемником на посту главного вожля конфедерации Ранкелес стал его младший брат Пангитруз Гуор (ок. 1825—1877), известный как Мариано Росас.